# Idioma uspanteco
El idioma uspanteco (también conocido como uspanteko) es una lengua mayense que forma parte de la rama de lenguas Quicheanas. Es hablado por la población maya uspanteca en los municipios de Uspantán, Playa Grande Ixcán y Chicamán en el departamento de Quiché, Guatemala.